# Crnjelovo Donje
Crnjelovo Donje (cyr. Црњелово Доње) – wieś w Bośni i Hercegowinie, w Republice Serbskiej, w mieście Bijeljina. W 2013 roku liczyła 2011 mieszkańców.